# کالج جنگ هوایی
کالج جنگ هوایی (انگلیسی: USAF Air War College) مدرسه عالی آموزش نظامی حرفه‌ای نیروی هوایی ایالات متحده آمریکا است، که بخشی از دانشگاه هوایی نیروی هوایی ایالات متحده محسوب می‌شود. این کالج بر به‌کارگیری هوا، فضا و فضای مجازی در عملیات مشترک تأکید دارد. 
ستاد مرکزی کالج جنگ هوایی در پایگاه نیروی هوایی ماکسول در مانتگامری، ایالت آلاباما قرار دارد و ستاد عالی آن فرماندهی آموزش و تمرین هوایی، در پایگاه هوایی رندالف در سن آنتونیو، تگزاس مستقر می‌باشد. این کالج یکی از شش کالج جنگ در برنامه آموزشی مرحله دوم آموزش نظامی حرفه‌ای مشترک وزارت دفاع ایالات متحده برای افسران وظیفه است.